# Elecciones generales de Sierra Leona de 2002
Las elecciones generales de Sierra Leona se llevaron a cabo el 14 de mayo de 2002 para elegir a un Presidente y un Parlamento. El resultado fue una victoria aplastante para Ahmad Tejan Kabbah, presidente incumbente, y su partido, el Partido Popular de Sierra Leona, luego de su triunfo en la recientemente finalizada guerra civil. Las elecciones fueron consideradas por observadores de las Naciones Unidas como libres y justas. En las legislativas, el SLPP obtuvo mayoría absoluta con 83 escaños.

## Resultados

### Presidenciales
| Candidato                          | Partido                                    | Votos     | %     |
| ---------------------------------- | ------------------------------------------ | --------- | ----- |
| Ahmad Tejan Kabbah                 | Partido Popular de Sierra Leona            | 1,373,146 | 70.1% |
| Ernest Bai Koroma                  | Congreso de Todo el Pueblo                 | 426,405   | 22.4% |
| Johnny Paul Koroma                 | Partido Paz y Liberación                   | 54,974    | 3.0%  |
| Alimamy Pallo Bangura              | Frente Revolucionario Unido                | 33,084    | 1.7%  |
| John Karefa-Smart                  | Partido Popular Nacional Unido             | 19,847    | 1.0%  |
| Raymond Kamara                     | Partido de la Gran Alianza                 | 11,181    | 0.6%  |
| Zainab Bangura                     | Movimiento por el Progreso                 | 10,406    | 0.6%  |
| Raymond Bamidele Thompson          | Ciudadanos Unidos por la Paz y el Progreso | 9,028     | 0.4%  |
| Andrew Duramani Turay              | Partido de los Jóvenes                     | 3,859     | 0.2%  |
| Total                              | Total                                      | 1,941,930 | 100%  |
| Fuente: African Elections database |                                            |           |       |

### Legislativas
| Partidos                        | Votos     | %    | Escaños |
| ------------------------------- | --------- | ---- | ------- |
| Partido Popular de Sierra Leona | 1,352,206 | 69.9 | 83      |
| Congreso de Todo el Pueblo      | 409,022   | 19.8 | 27      |
| Partido Paz y Liberación        | 69,778    | 3.6  | 2       |
| Partido de la Gran Alianza      |           | 2.4  | 0       |
| Frente Revolucionario Unido     |           | 2.2  | 0       |
| Partido Popular Nacional Unido  |           | 1.3  | 0       |
| Partido Popular Democrático     |           | 1.0  | 0       |
| Total                           |           | 100% | 112     |
| Fuente:                         |           |      |         |